# Pave Benedikt 7.
Benedikt 7. (?–10. juli 983), pave fra 974 til 983, var af den tusculanske greveslægt, valgt af det kejserlige parti efter Bonifatius 7.s flugt. Han ydede kejser Otto 2. store tjenester, og denne beskyttede ham til gengæld mod det nationale parti i Rom. Benedikt sluttede sig til den reformbevægelse, der udgik fra Cluny.